# Iakovlevo (Koltxúguino)
|  | Per a altres significats, vegeu «Iakovlevo». |

Iakovlevo (en rus: Яковлево) és un poble de l'óblast de Vladímir, a Rússia, que en el cens del 2010 tenia quatre habitants. Pertany al districte de Koltxúguino.